# Форст (Айфель)
Форст (Айфель) (нім. Forst (Eifel)) — громада в Німеччині, розташована в землі Рейнланд-Пфальц. Входить до складу району Кохем-Целль. Складова частина об'єднання громад Кайзерзеш.
Площа — 3,93 км2. Населення становить 376 ос. (станом на 31 грудня 2020).

## Галерея

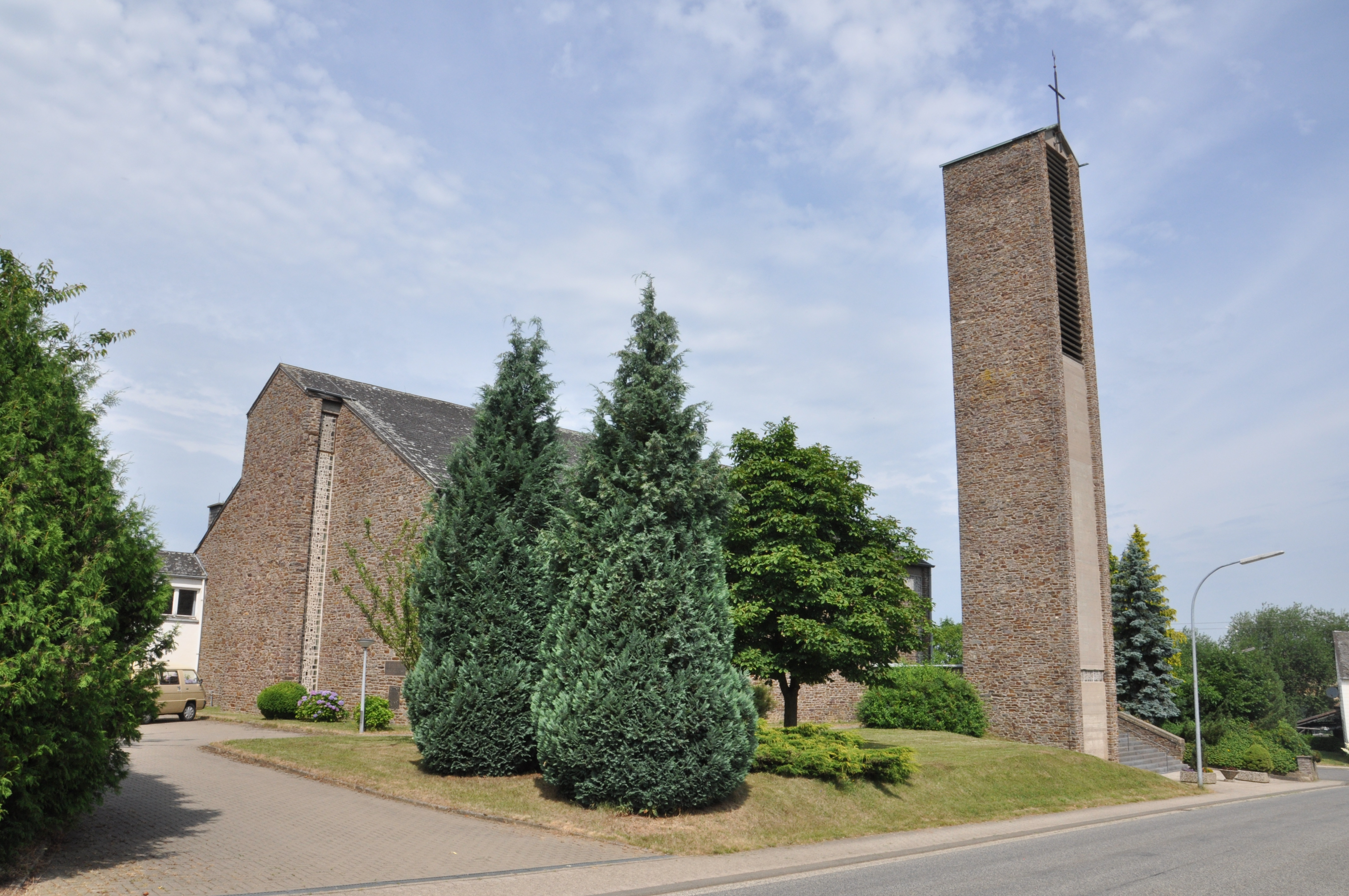
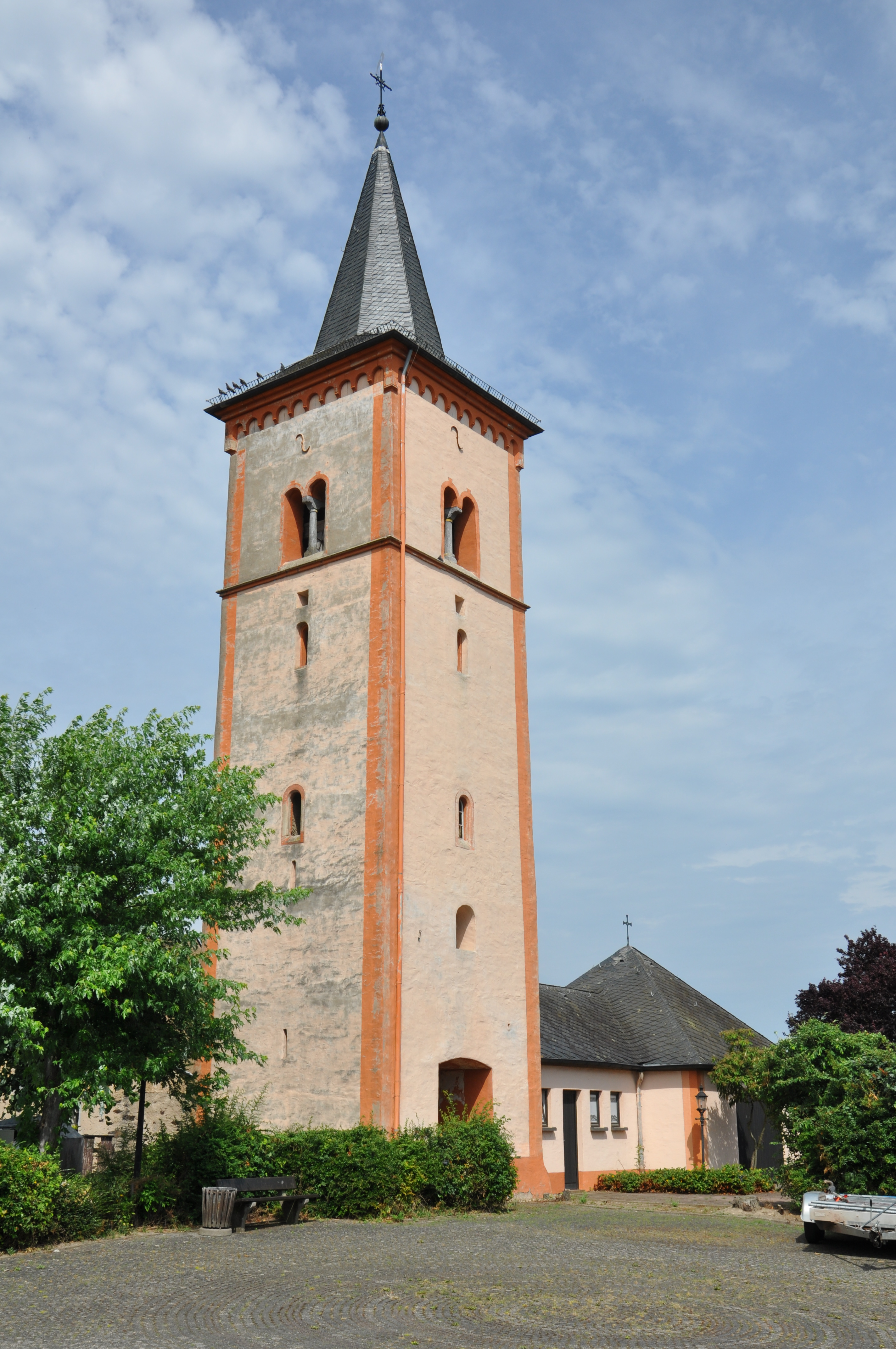